# Claudio Coello

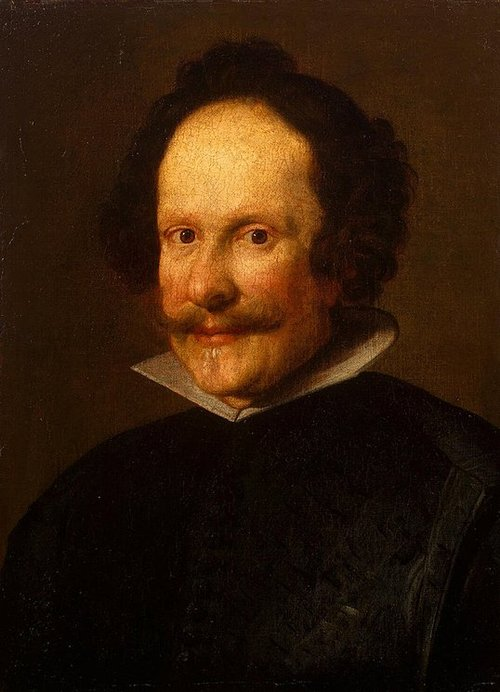
Claudio Coello – Selbstporträt aus den 1680er Jahren

Claudio Coello (* 2. März 1642 in Madrid; † 20. April 1693 ebenda) war ein spanischer Maler portugiesischer Herkunft.
Coello war Schüler von Francisco Rizi. Er erwarb sich einen großen Ruf, wurde aber durch Luca Giordanos Ankunft, der die Periode des Verfalls der spanischen Kunst einleitete, verdunkelt und starb am 20. April 1693 in Madrid aus Gram darüber.
Coello galt als Meister des spanischen Barock. Er hatte engeren Kontakt zu Carreño de Miranda, was sich auch in seiner Kunst widerspiegelt. Seine Werke weisen zudem Ähnlichkeiten zu denen von Rubens, van Dyck und Tizian auf. Claudio Coello war ab 1684 als Hofmaler tätig. Er hinterließ in Madrid, San Ildefonso, im Escorial, zu Paular, Saragossa, Salamanca, Corella, Torrejón de Ardoz, Valdemoro und an anderen Orten religiöse Bilder, die sich durch kräftige Auffassung auszeichnen. Claudio Coello war der letzte bedeutende spanische Maler der klassischen Zeit. Zu Coellos Hauptwerken zählen das Gemälde der Sagrada Forma in der Sakristei des Escorials (1685), Apotheose des Heiligen Augustinus (1664), die Heilige Familie vom Heiligen Ludwig verehrt (1664) sowie die Madonna mit Heiligen (1669).

## Werke (Auswahl)

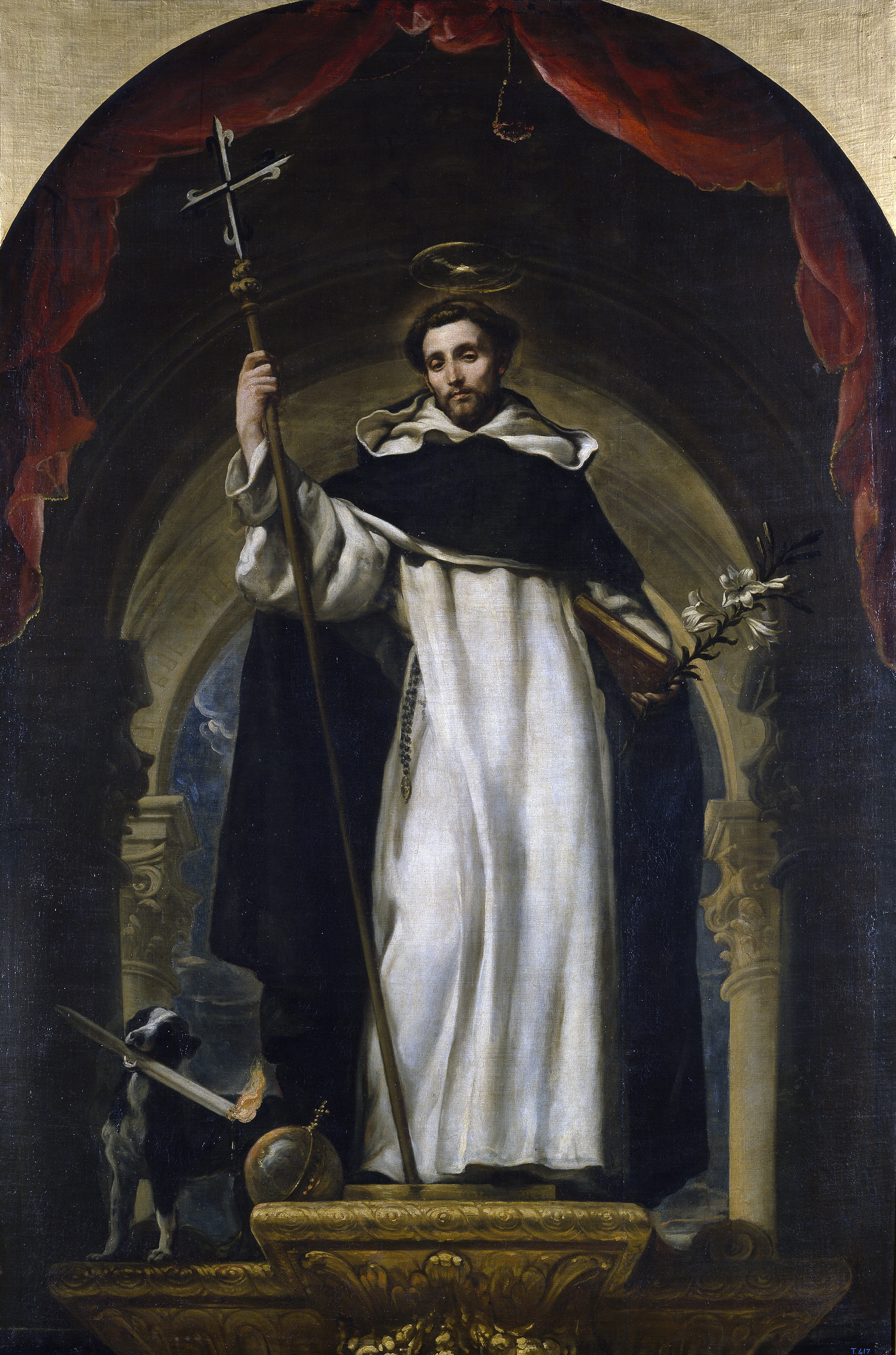
Santo Domingo de Guzman
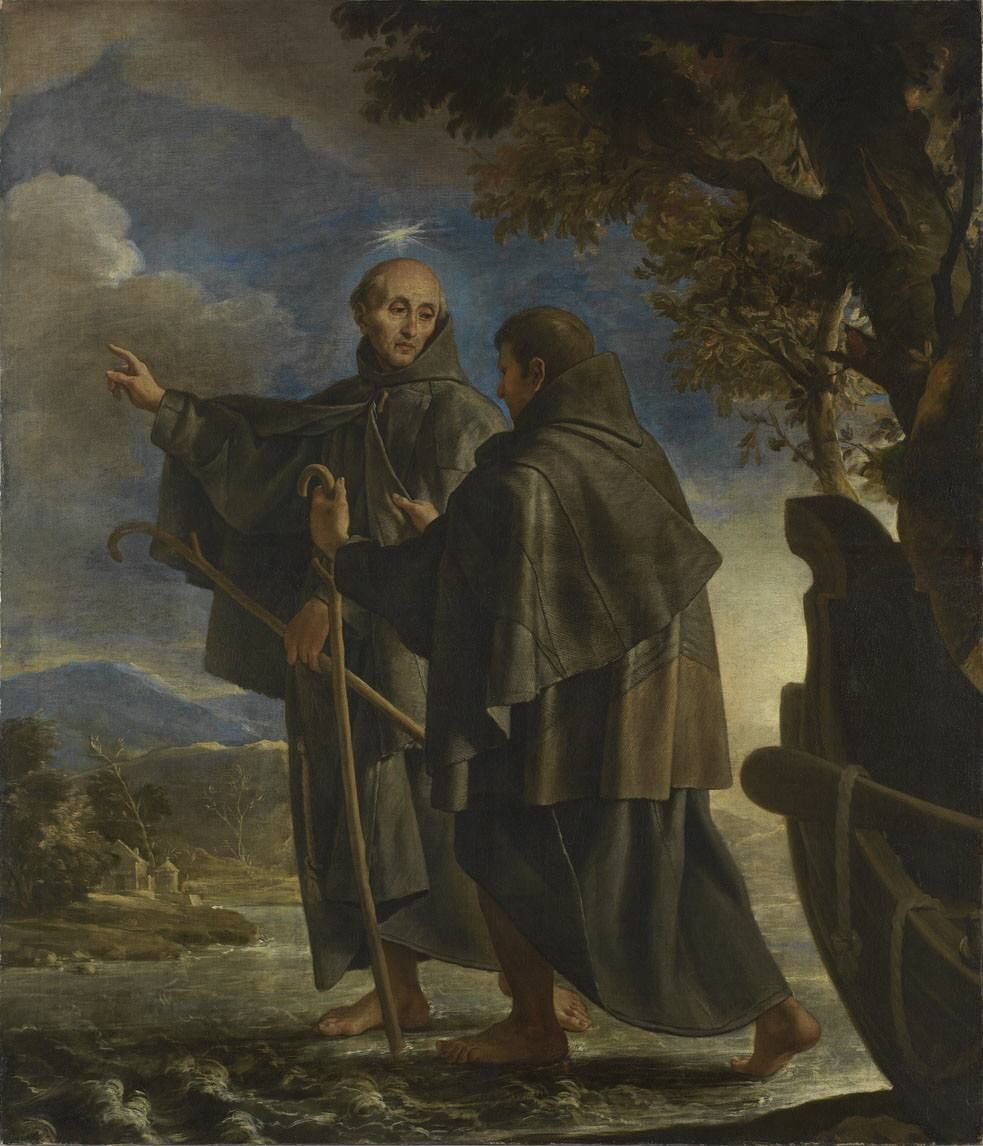
Der hl. Petrus von Alcántara wandelt über den Fluss Quadiana
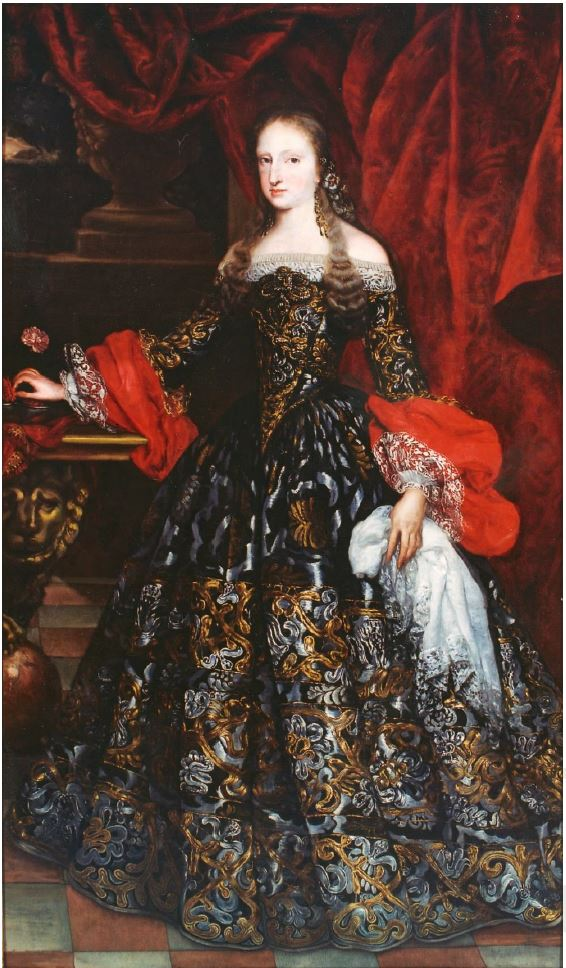
Porträt von Maria Anna von Neuburg
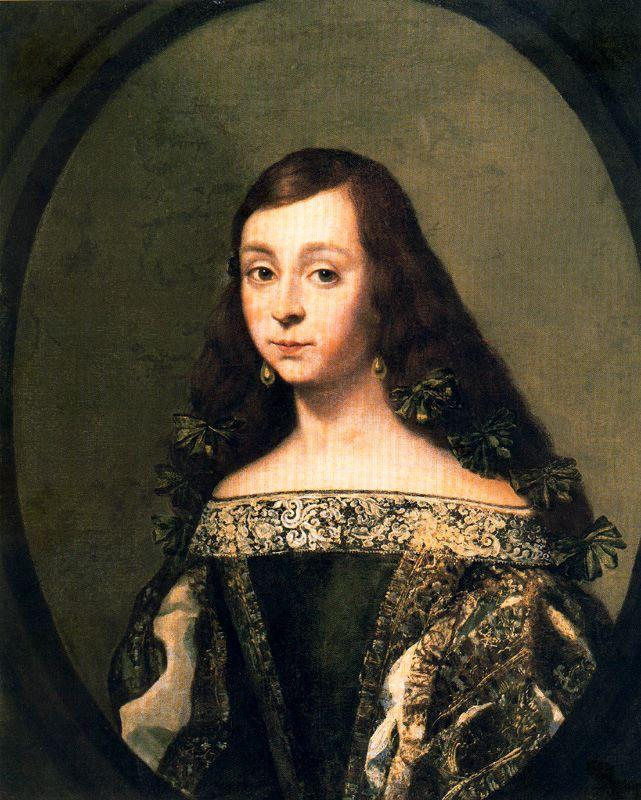
Porträt eines Mädchens
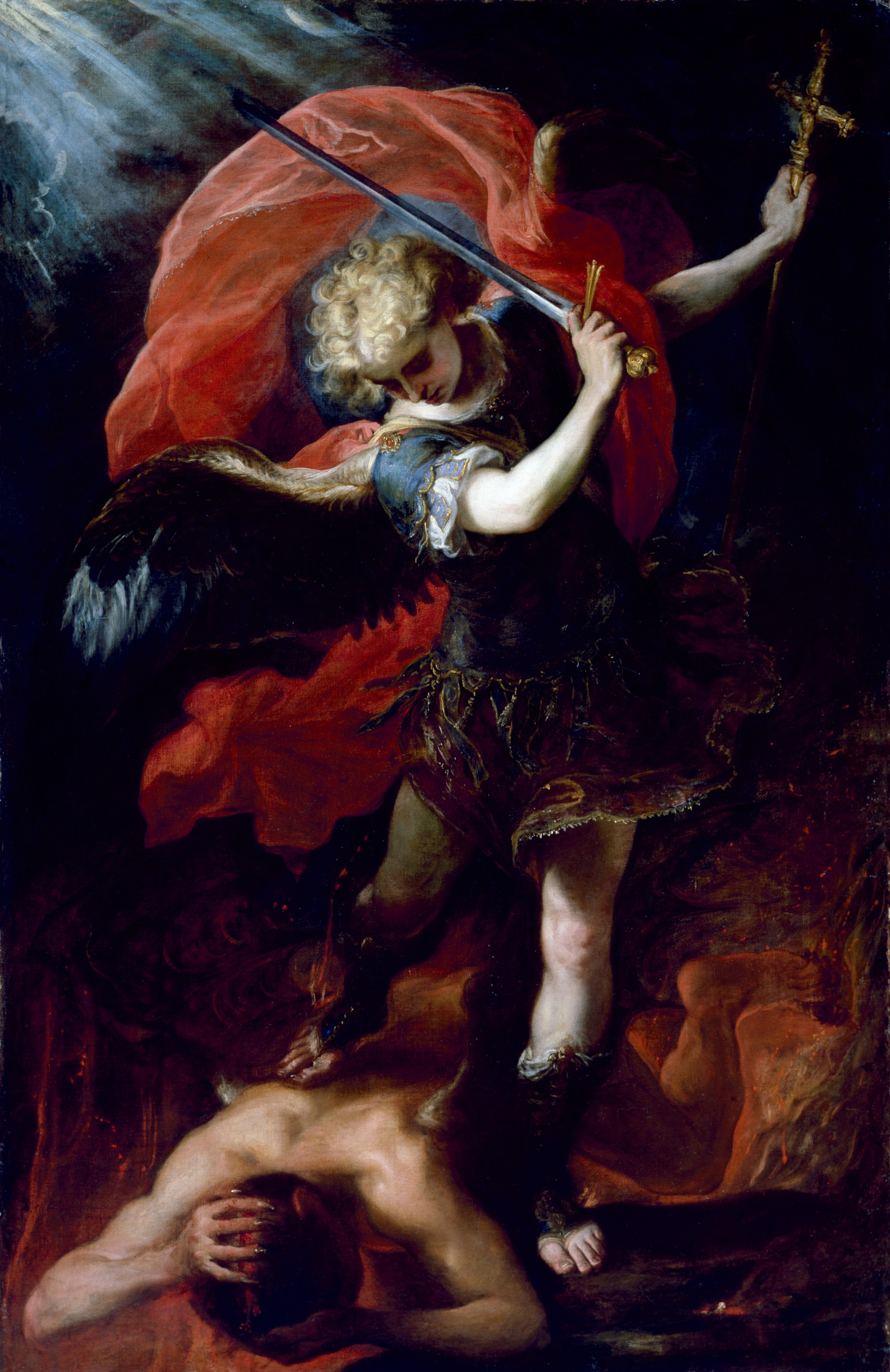
Erzengel Michael

Coellos Werke sind unter anderem im Museo del Prado in Madrid ausgestellt.